# Arabe jijélien
 (juillet 2017).
Si vous disposez d'ouvrages ou d'articles de référence ou si vous connaissez des sites web de qualité traitant du thème abordé ici, merci de compléter l'article en donnant les références utiles à sa vérifiabilité et en les liant à la section « Notes et références ».
Le djidjélien est un dialecte de l'arabe algérien, parlé principalement dans la wilaya de Jijel, au nord-est du pays. Des dialectes intermédiaires sont aussi parlés dans le reste de la wilaya de Jijel (El Milia), au nord de la wilaya de Mila à Ferdjioua et à l'ouest de la wilaya de Skikda.[réf. souhaitée]
Il se distingue par une prononciation aigüe des lettres « qaf » et « kaf », ainsi que par l'élimination de nombreuses consonnes emphatiques Arabes telles que le « dh » et le « th » et par l'usage des particules « ḥa » (un, une), « di » (de), « d » (c'est, ce sont) et « ka » (modal placé devant les verbes au présent).
Il fait partie des dialectes pré-hilaliens dits « montagnards », c'est-à-dire issus de la première vague d'arabisation survenue à partir du VIIIe siècle, il est très proche du dialecte arabe bougiote, bien que celui-ci ait fortement reculé ces dernières années au profit du kabyle, il est aussi très proche de l'ancien arabe constantinois, qui lui a aussi reculé mais au profit de l'arabe hilalien des hauts plateaux (dialectes hilaliens datant des XIe et XIIe siècles).
Le Djidjélien est l'un des dialectes Arabes les plus fortement marqués par le substrat berbère. Ce dialecte est parlé par les Kabyles Hadra, peuple de montagnards d’origine Berbères Kutamas de Petite Kabylie arabophone.

## Histoire et origines
À la suite de la première conquête arabo-musulmane de l'Afrique du Nord au VIIIe siècle quatre centres urbains ont émergé : Kairouan, Constantine, Tlemcen et Fès et chacun de ces centres était relié à deux ports sur la Méditerranée (Collo et Jijel dans le cas de Constantine) et c'est au sein de ces quatre triangles (ville intérieure / port / port) que les premiers parlers arabes maghrébins se sont développés, dialectes qu'on appelle aujourd'hui préhilaliens (car ils datent d'avant les invasions des Banou Hilal au XIe siècle) et qui partagent plusieurs caractéristiques communes, notamment la confusion des genres à la deuxième personne du singulier (nta, nti ou ntina utilisés pour les deux genres), le remplacement des consonnes arabes interdentales (prononcées avec la langue entre les dents, comme « th », « dh », etc.) par des consonnes plus légères, l'altération du « t » en « ts » ou « tch », et l'usage de modaux devant les verbes au présent (ka, ku,tsa, etc.) afin de différencier le présent du futur (les deux temps ont la même conjugaison en Arabe). 
Les orientaux (aristocraties militaires arabes et perses) Omeyyades puis Aghlabides venus au VIIIe siècle étaient des citadins, ils se sont installés à Constantine, Collo et Jijel où ils ont diffusé la langue Arabe, devenue langue officielle et langue sacrée, parmi les vieilles populations citadines et latinophones[réf. nécessaire] de ces villes, et très lentement, au fil des siècles, cette langue arabe citadine s'est propagée aussi parmi les paysans Amazighs entourant ces villes, où elle s'est enrichie de mots et de phonétique Amazighs. 
Les dialectes préhilaliens des wilayas de Jijel et de Tlemcen ainsi que ceux du Nord du Maroc (le dialecte jebli entre autres) subsistent à ce jour et sont toujours similaires les uns aux autres, contrairement à ceux de Kairouan et de Constantine qui ont maintenant pratiquement disparu, remplacés par des dialectes à dominante hilalienne, dialectes qui sont aujourd'hui parlés dans la majeure partie de l'Algérie, de la Tunisie, de la Libye, du Sahara occidental  et de la Mauritanie (en revanche les dialectes marocains ont une composante préhilalienne plus importante que ceux des autres pays du Maghreb).

## Prononciation
[Interprétation personnelle ?]
Le dialecte djidjélien possède une certaine phonétique (accent) qui lui est propre mais qu'on ne peut malheureusement pas transmettre ici par écrit, il possède aussi une prononciation altérée de certaines consonnes de l'arabe algérien et en voici les principaux exemples : 
- le dhal (ﺫ) est prononcé dal (ﺩ),            exemple : dib : loup.
- le dhad (ﺽ) est prononcé Ta (ﻃ),        exemple : m'rét : malade.
- le tha (ﺙ) est prononcé tsa (ﺗﺲ),         exemple : tsum : ail.
- le ta (ﺕ) est prononcé tsa (ﺗﺲ)          exemple: tsmér : dattes.
- le Dha (ﻈ) est prononcé Ta (ﻃ),         exemple : en'watér : lunettes.
- le V issu des mots français est transformé en B,    exemple : serbita : serviette.
- le qaf (ﻕ) est prononcé kaf (ﻙ) Comme le C Latin   exemple : Ecca'hwa: Café.

- le kaf (ﻙ) est légèrement aspiré (différent du kaf tel qu'il est prononcé dans d'autres régions) et par endroits prononcé tcha, surtout chez les paysans (exemple : « kersi » se dira « tchersi » : chaise.

- le L est éliminé lorsqu'il précède un B et ce B est renforcé, exemples : « chien » se dit « kebb » et non « kelb », cœur se dit « qebb », « la porte » c'est « ebbab » et non « el bab », la mer c'est « ebbhar », etc.

- le L est également éliminé lorsqu'il précède un M, et ce M est renforcé, exemples : « l'eau » se dit «em'ma» et non «el m'a», « la mort » se dit «em'mout», « la femme » c'est «em'mra», etc.

- Enfin, le L est aussi éliminé lorsqu'il précède un Q et ce Q se dédouble, comme pour les cas précédents, exemples : « la bouteille » se dit «eqqerεa» au lieu de «el qerεa», « le cœur » c'est «eqqebb» etc.

S'agissant des voyelles, certaines sont souvent modifiées, comme le son « ou » qui est altéré dans beaucoup de mots, exemples : « pain » se dit « kheubz » et non « khoubz », « logement » se dit « seukna » au lieu de « soukna »..., et les terminaisons possessives « koum » et « houm » sont toujours prononcées « kem » et « hem », exemples : « leur maison » se dit « Eddar diylhem » et non «Eddardiyahoum », « votre pays » se dit « bladkem », « où êtes vous? » : fayenkem?, etc.

## Mots interrogatifs
La plupart des mots interrogatifs utilisés dans le djidjélien sont spécifiques à ce dialecte, on ne les retrouve pas dans cette forme dans les dialectes environnants. En voici la liste complète :
| Mot interrogatif              | Traduction                   | Exemple                        | Traduction                                              |
| ----------------------------- | ---------------------------- | ------------------------------ | ------------------------------------------------------- |
| Diyech?                       | Quoi?                        | Diyech? dchdi ku tdouḥ?        | Quoi? qu'est ce que tu cherches?                        |
| Dechdi?                       | Qu'est ce que?               | Dechdi kayen?                  | Qu'est ce qu'il y a ?                                   |
| Dichoua? / Tchoua?            | C'est quoi ?                 | Dichoua hada ? / Tchoua hada ? | C'est quoi ça ?                                         |
| Kifech? / kich?               | Comment ?                    | Kich ruḥt latem ?              | Comment es-tu allé là bàs?                              |
| Dama?                         | Quel? / quelle?              | Kunt fi dama blad?             | Tu étais dans quel pays?                                |
| Dama howwa? / dama héya?      | Lequel? / laquelle?          | Dama hiya eddar dialek?        | Laquelle est ta maison?                                 |
| Qeddech?                      | Combien?                     | Qeddech ku tsayelli?           | Combien je te dois?                                     |
| Fayweq?                       | Quand?                       | Fayweq wellit?                 | Quand es-tu revenu?                                     |
| Ɛliyyech? / Liyyech? / Lech ? | Pourquoi?                    | Ɛliyyech ku tdir haked ?       | Pourquoi fais-tu ainsi?                                 |
| Menho ? D'emmen ? Lemmen      | Qui? à qui?                  | Menhou eddi ja?                | Qui est venu? Lemmen téléphonet? A qui as-tu téléphoné? |
| Fayen?                        | Où? (à quel endroit?)        | Fayen hom ?                    | Où sont-ils?                                            |
| Layen?                        | Où? (dans quelle direction?) | Layen rayḥin?                  | Où vont-ils?                                            |

## Conjugaison des verbes et modalka
La conjugaison dans ce dialecte se distingue de la conjugaison dans le reste de l'arabe algérien par deux caractéristiques principales : la confusion des genres (masculin et féminin) à la deuxième personne du singulier et l'usage de modaux devant les verbes au présent. 
- Traditionnellement à Jijel on dit « nta/ntina » pour un homme ou une femme et on s'adresse aux deux sexes au masculin, mais dernièrement l'usage de « nti » pour les femmes est devenu plus courant, bien que la conjugaison reste toujours au masculin, exemples: nti jit (tu es venue), nti klit, nti khdemt.., nti ku techri (tu achètes), nti ku tetmeskher, ... nti kul (manges!), nti eqra (lis), etc.

- L'autre caractéristique importante de ce dialecte est bien sûr l'usage d'un modal devant les verbes au présent, ce modal est différent selon le pronom personnel, il prend la forme de Ku (prononcer Kou) à la première et à la deuxième personne du singulier et du pluriel et la forme Ka à la troisième personne du singulier et du pluriel.

| Personne | Nombre    | Modal |
| -------- | --------- | ----- |
| 1re      | Singulier | ku ki |
| 2e       | -         | ku ki |
| 3e       | -         | ka ta |
| 1re      | Pluriel   | ku ki |
| 2e       | -         | ku ki |
| 3e       | -         | ka ta |

Illustration avec le verbe « manger » : 
| Singulier       | Pluriel             |
| --------------- | ------------------- |
| Ana kou nakel   | Ḥna kou naklou      |
| Ntsa kou tsakel | Ntsouma kou tsaklou |
| Ntsi kou tsakel | Ntsouma kou tsaklou |
| Houa ka yakel   | Houma ka yaklou     |
| Hia ka tsakel   | Houma ka yaklou     |

On pense que ce modal est issu du verbe arabe « kaana » ﻛﺎﻥ, ce verbe se conjugue en effet au passé en « kaana », « kaanat » et « kaanou » à la troisième personne du singulier et à la troisième personne du pluriel, et qui sont des formes qui commencent par « ka », alors qu'il se conjugue en « kount » « kounta » « kounti » « kounna » et « kountoum » aux deux premières personnes du singulier et du pluriel, des formes qui cette fois commencent par « kou ».
Il faut aussi noter l'existence des formes « ki » à la place de « ku » dans la région de Taher et « Tsa » à place de « ka » dans les environs de Jijel et aujourd'hui à Jijel également, du fait de l'exode rural.
En utilisant le modal (ki / ka) ça nous donne : 
| Singulier      | Pluriel            |
| -------------- | ------------------ |
| Ana ki nakel   | Ḥna ki naklou      |
| Ntsa ki tsakel | Ntsouma ki tsaklou |
| Ntsi ki tsakel | Ntsouma ki tsaklou |
| Houa ka yakel  | Houma ka yaklou    |
| Hia ka tsakel  | Houma ka yaklou    |

- Enfin, le verbe être dans sa conjugaison simplifiée n'a pas la même forme que dans l'arabe algérien le plus répandu (qui est de la forme : ani, rani, ak, rak, aki, raki, aw, raw, ay, ray, ana, rana, akum, rakum, am, ram), en djidjélien il est encore plus simplifié puisqu'il prend la forme « aw » à toutes les personnes sauf pour « hia » et « huma » où l'on utilise « am ».

Illustration avec l'adjectif « grand » (kbir) :
| Singulier     | Pluriel         |
| ------------- | --------------- |
| Ana aw kbir   | Ḥna aw kbar     |
| Ntsa aw kbir  | Ntsouma aw kbar |
| Ntsi aw kbira | Ntsouma aw kbar |
| Houa aw kbir  | Houma am kbar   |
| Hia ay kbira  | Houma am kbar   |

## Noms spécifiques (qui commencent par «a»)
Le djidjélien par son vocabulaire se distingue par une grande profusion de mots berbères, ou arabes berbérisés, généralement ce sont des noms communs qui commencent par la lettre « a ». 
Ces noms sont toujours définis, et ne prennent jamais de « el » comme les autres noms, le « a » remplace le « el » en quelque sorte.
Et au pluriel, ils prennent en général le suffixe « en » (quand le mot finit par une consonne) ou  « wen » / « iwen » (quand le mot finit par une voyelle), tout en laissant le reste du mot intact. 
En voici quelques exemples : 
| Singulier | Traduction     | Pluriel               |
| --------- | -------------- | --------------------- |
| aghroum   | pain           | aghroumen             |
| ajenouḥ   | aile           | ajenouḥen / lejnaweḥ  |
| afroukh   | oiseau         | afroukhen / lefrawekh |
| aghenja   | cuillère à pot | aghenjiwen            |
| aqtot     | chat           | aqtoten / eqqtawet    |
| arez      | guêpe / guêpes | arez                  |
| afkhoud   | cuisse         | afkhouden / lefkhawed |
| awtoul    | lapin          | awtoulen              |
| agrou     | crapaud        | agrouwen              |
| afoujal   | maïs           | afoujal               |

On remarque que pour certains noms qui commencent par « a » le pluriel peut avoir deux formes, une en « en » / « wen », et une en pluriel irrégulier classique de l'arabe algérien (lefkhawed, lefrawekh, etc.) ; l'existence des deux formes plurielles pour certains noms traduit un passage linguistique du berbère à l'arabe dans la région qui s'est fait en plusieurs siècles, et les formes berbères sont de moins en moins utilisées, au profit des formes arabes. 
Et pour certains noms commençant en « a » il existe aussi des synonymes sans « a », par exemple pour dire « chat », on peut dire « qett » ou « aqtot », ainsi pour dire « ce chat » on peut dire "eq qett hada" ou "aqtot hada".
Et d'autres noms comme "arez" et "afoujal" n'ont pas de forme plurielle, car ils désignent des objets indénombrables ; ils désignent l'espèce entière, plutôt qu'un individu, et gardent donc toujours la même forme.

## Quelques lexies spécifiques
Ce dialecte contient un bon nombre de mots qui lui sont spécifiques, et qu'on ne trouve pas dans le reste de l'est algérien, et en particulier certains verbes courants, en voici quelques-uns :
| Verbe      | Transcription arabe | Traduction française  | Exemple                   | Traduction                           |
| ---------- | ------------------- | --------------------- | ------------------------- | ------------------------------------ |
| yedouḥ     | يدوح                | il cherche            | dechdi ku tdouḥ ?         | qu'est-ce que tu cherches ?          |
| yejber     | يجبر                | il trouve             | ana'w jbert-ha            | je l'ai trouvée                      |
| yerfed     | يرفد                | il porte              | erfed-ha fi yeddek        | porte-la dans ta main                |
| yεid       | يعيد                | il raconte, il Révèle | ka yεid-li kifech dar     | il m'explique comment il a fait      |
| yetswaness | يتوانس              | il discute            | idji tetwaness mεana      | viens discuter avec nous             |
| yettsfa    | يتّفى                | il baille             | ka yettsfa bezzaf         | il baille beaucoup                   |
| yezawed    | يزاود               | il renvoie            | am ka yezawdou fina !     | ils sont en train de nous renvoyer ! |
| yeḥmel     | يحمل                | il aime/ il tolère    | ka tseḥmel seksou bel jaj | elle aime le couscous au poulet      |

## Particules «ḥa», «d», «di» et «eddi»
- La particule  «  ḥa  » (ﺣﺎ) signifie « un » ou « une » ; elle est issue du mot arabe « waḥed » qui signifie le nombre « un ». Elle est utilisée dans le dialecte djidjélien et dans d'autres dialectes préhilaliens comme le Tlemcenien et celui de Ghazaouet, et le plus souvent le « a » n'est pas prononcé pour faire la liaison, exemples : ḥ'errajel : un homme, ḥ'emmra : une femme, ḥ'el khedma : un travail, etc.
- La particule « d » signifie « c'est » ou « ce sont » ; elle sert à introduire une personne ou un objet. Elle est issue de la langue amazigh, en kabyle par exemple elle est prononcée « dh » (ﺫ), mais avec la prononciation djidjélienne c'est devenu un « d » (ﺩ), exemples : aw d ana : c'est moi, aw d Hakim : c'est Hakim, ay d ḥ'ebblad : c'est un pays, etc.
- La particule « di » signifie « de » ; elle exprime la propriété. Elle est probablement un diminutif de « dial », préposition qui exprime la propriété dans la plupart des dialectes préhilaliens et les anciens dialectes citadins ; à Jijel « dial » n'est utilisé que pour dire « le mien » « le tien », etc. (diali, dialek, dialhem, etc.) pour le reste c'est « di » qui est utilisé. Exemples : eddar di baba : la maison de mon père, ettriq d'Bjayya : la route de Béjaia ..., une deuxième hypothèse donne à ce « di » une origine italienne, puisque la région a longtemps été sous l'influence des républiques maritimes italiennes (Pise et Gênes).
- Quant à « eddi », elle correspond tout simplement à « elli » dans les autres dialectes algériens, et signifie celui / celle. En algérien standard on dira par exemple « hadak elli ybiε el batata » alors qu'en djidjélien c'est « hadak eddi ka ybiε batata ».

## Djeha et le «bouzellouf»
| Algérien standard | Djidjélien | Tasahlit | Français |
| --- | --- | --- | --- |
| Waḥd nhar, Djeḥa medlou babah frank, bach yechri bouzellouf. Chrah, kla gaε leḥmou, bqa ghir l'εdam. Jabou l babah. ki chafou qallou: « wechnou hada? » qallou: « bouzellouf ». -A chmata, win rahoum wednih ? -Kan trech. -Win rahoum εinih ? -Kan εwer. -Win rah lsanou ? -Kan εeggoun. -Ou jeldet rasou, win rahi ? -Kan fertas. | Ḥ'ennhar, Jeḥa εṭalou bouh frank, bich yechri ḥa bouzellouf. Chrah, kla el lḥem diylou belkel, qɛed ella l'ɛṭam. Jabou l bouh. Ki ra'h Callou « dichoua hada ? » Callou « d bouzellouf ». - Ya echmatsa, fayen houm wednah ? - Kan ṣamm. - Fayen houma ɛinah ? - Kan εwar. - Fayen hou lsanou ? - Kan d ḥ'ebbekkuch. - W el jelwada di rasou, fayen hey ? - Kan msaltah. | Iǧǧen ubrid, Jeḥḥa ikfa-yas-ed i baba-nes frank, amka da yaseɣ azellaf. Isɣa-yat, icca aksum-nnes meṛṛa, iqqim dayen aɣes. Iwwi-yas-ed i baba-nes. Ma yat-iẓra inna-yas : " d acu d waha ? " Inna-yas : " d azellaf". -Ay amcum, anig llan imejjan-nes ? - Ttuɣ-at d amjuj. -Ayen-hunt taṭṭiwan-nes ? - Ttuɣ-at d buderɣul. -Ayen-hut alḥaḥ-nnes ? - Ttuɣ-at d agugam. -D tasrat n ukerkur-nnes ayen-hit ? - Ttuɣ-at d aṣelduɛ. | Un jour, le père de Jehha lui a donné un franc, pour qu'il achète une tête de mouton. Il l'a acheté, ensuite il a mangé toutes la viande. Seule une carcasse vide a été laissée, il l'apporta à son père. Puis, quand il aperçut, il s'écria: «Qu'est-ce que c'est? Jehha a répondu: « la tête d'un mouton". - vilain, où sont ses oreilles (du mouton) ? -Il était sourd. -Où sont ses yeux ? -Il était aveugle. -Où est sa langue ? -Il était muet. -Et la peau de sa tête, où est-elle ? -Il était chauve. |